# Elecciones presidenciales de Estados Unidos de 1988 en California
Las elecciones presidenciales de Estados Unidos en California de 1988 fueron las elecciones presidenciales de Estados Unidos de 1988 en el estado de California. California votó reñidamente por el nominado republicano, a y Viceprresidente George H. W. Bush, sobre el nominado demócrata, Gobernador de Massachusetts Michael Dukakis, en la que George H. W. Bush, resultó ser el ganador.
Esta es la última elección que un candidato presidencial republicano ganó California.

## Resultados
| Elecciones presidenciales de Estados Unidos en California de 1988 | Elecciones presidenciales de Estados Unidos en California de 1988 | Elecciones presidenciales de Estados Unidos en California de 1988 | Elecciones presidenciales de Estados Unidos en California de 1988 | Elecciones presidenciales de Estados Unidos en California de 1988 | Elecciones presidenciales de Estados Unidos en California de 1988 |
| Partido                                                           | Partido                                                           | Candidato                                                         | Votos                                                             | Porcentaje                                                        | Votos electorales                                                 |
| ----------------------------------------------------------------- | ----------------------------------------------------------------- | ----------------------------------------------------------------- | ----------------------------------------------------------------- | ----------------------------------------------------------------- | ----------------------------------------------------------------- |
|                                                                   | Republicano                                                       | George H. W. Bush                                                 | 5,054,917                                                         | 51.13%                                                            | 47                                                                |
|                                                                   | Democrático                                                       | Michael Dukakis                                                   | 4,702,233                                                         | 47.56%                                                            | 0                                                                 |
|                                                                   | Libertario                                                        | Ron Paul                                                          | 70,105                                                            | 0.71%                                                             | 0                                                                 |
|                                                                   | Independiente                                                     | Lenora Fulani                                                     | 31,180                                                            | 0.32%                                                             | 0                                                                 |
|                                                                   | Independiente Americano                                           | James Griffen                                                     | 27,818                                                            | 0.28%                                                             | 0                                                                 |
|                                                                   | Sin partido                                                       | David Duke (write-in)                                             | 483                                                               | 0.00%                                                             | 0                                                                 |
|                                                                   | Sin partido                                                       | Eugene McCarthy (write-in)                                        | 234                                                               | 0.00%                                                             | 0                                                                 |
|                                                                   | Sin partido                                                       | Herbert Lewin (write-in)                                          | 58                                                                | 0.00%                                                             | 0                                                                 |
|                                                                   | Sin partido                                                       | Write-in                                                          | 25                                                                | 0.00%                                                             | 0                                                                 |
|                                                                   | Sin partido                                                       | Larry Holmes (write-in)                                           | 11                                                                | 0.00%                                                             | 0                                                                 |
| Inválido o votos en blanco                                        | Inválido o votos en blanco                                        | Inválido o votos en blanco                                        |                                                                   |                                                                   | —                                                                 |
| Total                                                             | Total                                                             | Total                                                             | 9,887,064                                                         | 100.00%                                                           | 47                                                                |
| Total de votantes                                                 | Total de votantes                                                 | Total de votantes                                                 |                                                                   |                                                                   | —                                                                 |

## Resultado por condados
| Condado         | Bush   | Votes     | Dukakis | Votos     | Otros | Votos  |
| --------------- | ------ | --------- | ------- | --------- | ----- | ------ |
| Orange          | 67.75% | 586,230   | 31.09%  | 269,013   | 1.16% | 10,064 |
| Sutter          | 67.47% | 14,100    | 31.09%  | 6,557     | 1.15% | 241    |
| Inyo            | 64.34% | 5,042     | 33.85%  | 2,653     | 1.81% | 142    |
| Modoc           | 62.68% | 2,518     | 35.25%  | 1,416     | 2.07% | 83     |
| Glenn           | 62.06% | 4,944     | 36.33%  | 2,894     | 1.61% | 128    |
| Ventura         | 61.64% | 147,604   | 37.19%  | 89,065    | 1.17% | 2,804  |
| Kern            | 61.48% | 90,550    | 37.40%  | 55,083    | 1.13% | 1,660  |
| Mono            | 61.38% | 2,177     | 36.20%  | 1,284     | 2.42% | 86     |
| Yuba            | 61.37% | 8,937     | 37.38%  | 5,444     | 1.25% | 182    |
| San Diego       | 60.19% | 523,143   | 38.34%  | 333,264   | 1.47% | 12,788 |
| San Bernardino  | 59.99% | 235,167   | 38.55%  | 151,118   | 1.46% | 5,723  |
| Tulare          | 59.61% | 46,891    | 39.04%  | 30,711    | 1.36% | 1,067  |
| Placer          | 59.59% | 42,096    | 38.95%  | 27,516    | 1.46% | 1,030  |
| Colusa          | 59.49% | 3,077     | 39.10%  | 2,022     | 1.41% | 73     |
| Riverside       | 59.46% | 199,979   | 39.58%  | 133,122   | 0.97% | 3,247  |
| Shasta          | 59.36% | 32,402    | 38.79%  | 21,171    | 1.85% | 1,012  |
| El Dorado       | 59.33% | 30,021    | 39.13%  | 19,801    | 1.54% | 781    |
| Lassen          | 58.59% | 5,157     | 39.15%  | 3,446     | 2.26% | 199    |
| Nevada          | 57.76% | 21,383    | 40.46%  | 14,980    | 1.78% | 660    |
| Tehama          | 56.52% | 9,854     | 41.37%  | 7,213     | 2.11% | 367    |
| Kings           | 56.41% | 12,118    | 42.56%  | 9,142     | 1.03% | 222    |
| Calaveras       | 56.28% | 7,640     | 41.80%  | 5,674     | 1.92% | 260    |
| Butte           | 56.04% | 40,143    | 42.45%  | 30,406    | 1.51% | 1,082  |
| Amador          | 55.87% | 6,893     | 42.12%  | 5,197     | 2.01% | 248    |
| San Luis Obispo | 55.85% | 46,613    | 42.73%  | 35,667    | 1.42% | 1,187  |
| Alpine          | 55.43% | 306       | 41.67%  | 230       | 2.90% | 16     |
| Imperial        | 55.16% | 12,889    | 43.84%  | 10,243    | 1.00% | 233    |
| Trinity         | 54.63% | 3,267     | 42.11%  | 2,518     | 3.26% | 195    |
| Madera          | 54.59% | 13,255    | 43.83%  | 10,642    | 1.58% | 384    |
| Mariposa        | 54.53% | 3,768     | 43.39%  | 2,998     | 2.08% | 144    |
| San Joaquín     | 54.39% | 75,309    | 44.56%  | 61,699    | 1.04% | 1,445  |
| Santa Bárbara   | 54.24% | 77,524    | 44.48%  | 63,586    | 1.28% | 1,830  |
| San Benito      | 54.11% | 5,578     | 44.23%  | 4,559     | 1.66% | 171    |
| Tuolumne        | 54.00% | 10,646    | 44.22%  | 8,717     | 1.79% | 352    |
| Stanislaus      | 53.07% | 51,648    | 45.92%  | 44,685    | 1.01% | 982    |
| Merced          | 51.20% | 21,717    | 47.40%  | 20,105    | 1.40% | 592    |
| Plumas          | 51.06% | 4,603     | 47.15%  | 4,251     | 1.79% | 161    |
| Sacramento      | 51.01% | 201,832   | 47.65%  | 188,557   | 1.34% | 5,301  |
| Siskiyou        | 50.88% | 9,056     | 47.00%  | 8,365     | 2.11% | 376    |
| Sierra          | 50.71% | 860       | 46.64%  | 791       | 2.65% | 45     |
| Napa            | 50.19% | 23,235    | 48.14%  | 22,283    | 1.67% | 772    |
| Fresno          | 49.95% | 94,835    | 48.79%  | 92,635    | 1.26% | 2,400  |
| Monterey        | 49.83% | 50,022    | 48.81%  | 48,998    | 1.36% | 1,361  |
| Del Norte       | 49.73% | 3,714     | 48.03%  | 3,587     | 2.24% | 167    |
| Lake            | 48.03% | 9,366     | 50.39%  | 9,828     | 1.58% | 308    |
| Contra Costa    | 47.86% | 158,652   | 51.10%  | 169,411   | 1.04% | 3,448  |
| Solano          | 47.43% | 50,314    | 51.23%  | 54,344    | 1.35% | 1,430  |
| Santa Clara     | 46.99% | 254,442   | 51.30%  | 277,810   | 1.71% | 9,276  |
| Los Ángeles     | 46.88% | 1,239,716 | 51.89%  | 1,372,352 | 1.23% | 32,603 |
| Trinity         | 42.94% | 109,261   | 55.74%  | 141,859   | 1.32% | 3,360  |
| Mendocino       | 41.94% | 12,979    | 55.42%  | 17,152    | 2.64% | 816    |
| Sonoma          | 41.91% | 67,725    | 56.48%  | 91,262    | 1.61% | 2,596  |
| Yolo            | 41.89% | 22,358    | 57.01%  | 30,429    | 1.10% | 585    |
| Humboldt        | 41.15% | 21,460    | 57.11%  | 29,781    | 1.74% | 905    |
| Marin           | 39.73% | 46,855    | 58.85%  | 69,394    | 1.42% | 1,671  |
| Santa Cruz      | 36.77% | 37,728    | 61.53%  | 63,133    | 1.71% | 1,750  |
| Alameda         | 33.99% | 162,815   | 64.78%  | 310,283   | 1.23% | 5,899  |
| San Francisco   | 26.14% | 72,503    | 72.78%  | 201,887   | 1.08% | 3,004  |